# Kołatka (województwo wielkopolskie)
Kołatka (pot. lokalnie Krzyżówka) – wieś w Polsce położona w województwie wielkopolskim, w powiecie poznańskim, w gminie Pobiedziska. Należy do sołectwa Kołata.
Wieś była wzmiankowana (Colatha - być może dotyczyło to pobliskiej Kołaty) w 1328. Nazwa wywodziła się od rodzaju grzechotki. W drugiej połowie XIX wieku lokalny majątek posiadali Niemcy (rodzina Dütschke). W latach 1975–1998 miejscowość administracyjnie należała do województwa poznańskiego.
Zachowany jest park podworski o powierzchni 2,57 hektara z końca XIX wieku. Rosną w nim okazałe drzewa, m.in. kasztanowce i lipy oraz wiąz szypułkowy o obwodzie 320 cm. Ponadto we wsi znajduje się dawna szkoła (obecnie dom nr 15) z pierwszej dekady XX wieku i trzy domy z początku XX wieku (numery: 3, 4 i 11).
Przy skrzyżowaniu dróg stoi metalowy krzyż z figurką pasyjną z daszkiem i ryngrafem z wyobrażeniem Matki Bożej. Fundatorami pierwotnego byli Tomczakowie w 1948 na pamiątkę szczęśliwego powrotu syna z przymusowych robót w Pile, na które został wywieziony przez Niemców w wieku 17 lat. Obecny postawiony został w 1992 przez kolejne pokolenie rodziny. Przy krzyżu odbywa się corocznie święcenie potraw wielkanocnych. Przy drodze do Kowalskiego stoi drugi metalowy krzyż z pasyjką i daszkiem. Pochodzi z początku lat 80. XX wieku i zastąpił wcześniejszy, drewniany. Również tu święcone są wielkanocne potrawy.
Po prawej stronie drogi gruntowej do Tuczna, na skraju terenów leśnych, nad strumieniem płynącym do jeziora Kołatkowskiego, istnieją znikome pozostałości po cmentarzu ewangelickim, który miał rzut prostokąta i wymiary 20 x 30 m. Pozostał po nim ślad w postaci prostokątu świerków.